# 大村美術館
大村美術館（おおむらびじゅつかん）は、秋田県仙北市角館町山根町に所在する私営美術館である。
1995年に開設され、アール・ヌーヴォー、アール・デコの時代に活躍したルネ・ラリックの作品を専門に展示している。ルネ・ラリックのガラス工芸作品と関連資料など約400点余を所蔵し、コレクションの中からテーマを定めて70 - 80点程度を2 - 3か月おきに入れ替え展示しており、カフェを併設している。

## 開館時間
- 10:00～17:00(12月～3月は16:00まで)12月～3月は土・日・祝日のみ営業